# Sequim
Sequim is een plaats (city) in de Amerikaanse staat Washington, en valt bestuurlijk gezien onder Clallam County.

## Demografie
Bij de volkstelling in 2000 werd het aantal inwoners vastgesteld op 4334.
In 2006 is het aantal inwoners door het United States Census Bureau geschat op 5688, een stijging van 1354 (31,2%).

## Geografie
Volgens het United States Census Bureau beslaat de plaats een oppervlakte van
13,7 km², geheel bestaande uit land. Sequim ligt op ongeveer 316 m boven zeeniveau.

## Plaatsen in de nabije omgeving
De onderstaande figuur toont nabijgelegen plaatsen in een straal van 24 km rond Sequim.